# Charlestown Shipwreck & Heritage Centre
 (juillet 2016).

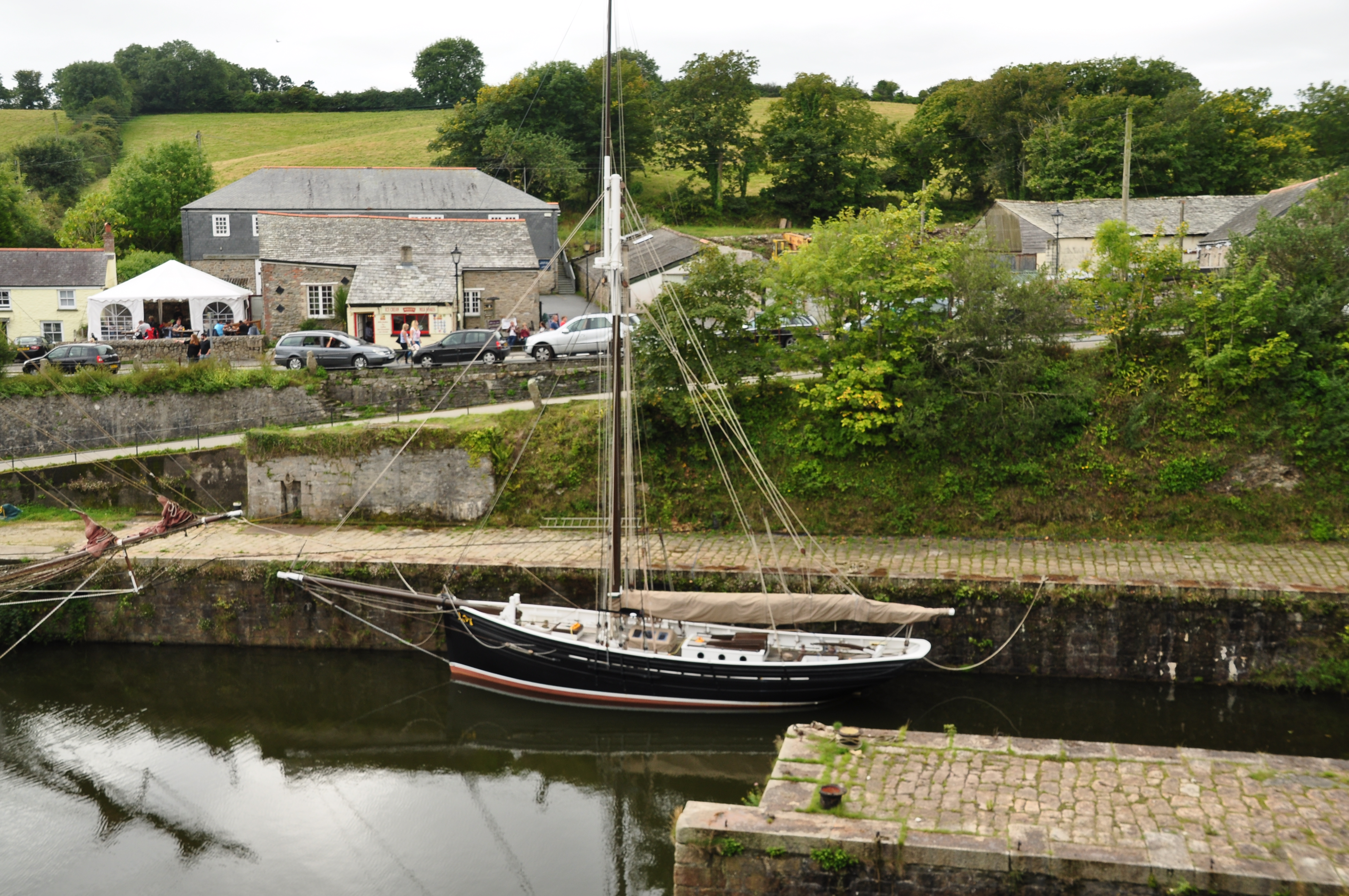
Charlestown Shipwreck and Heritage Centre

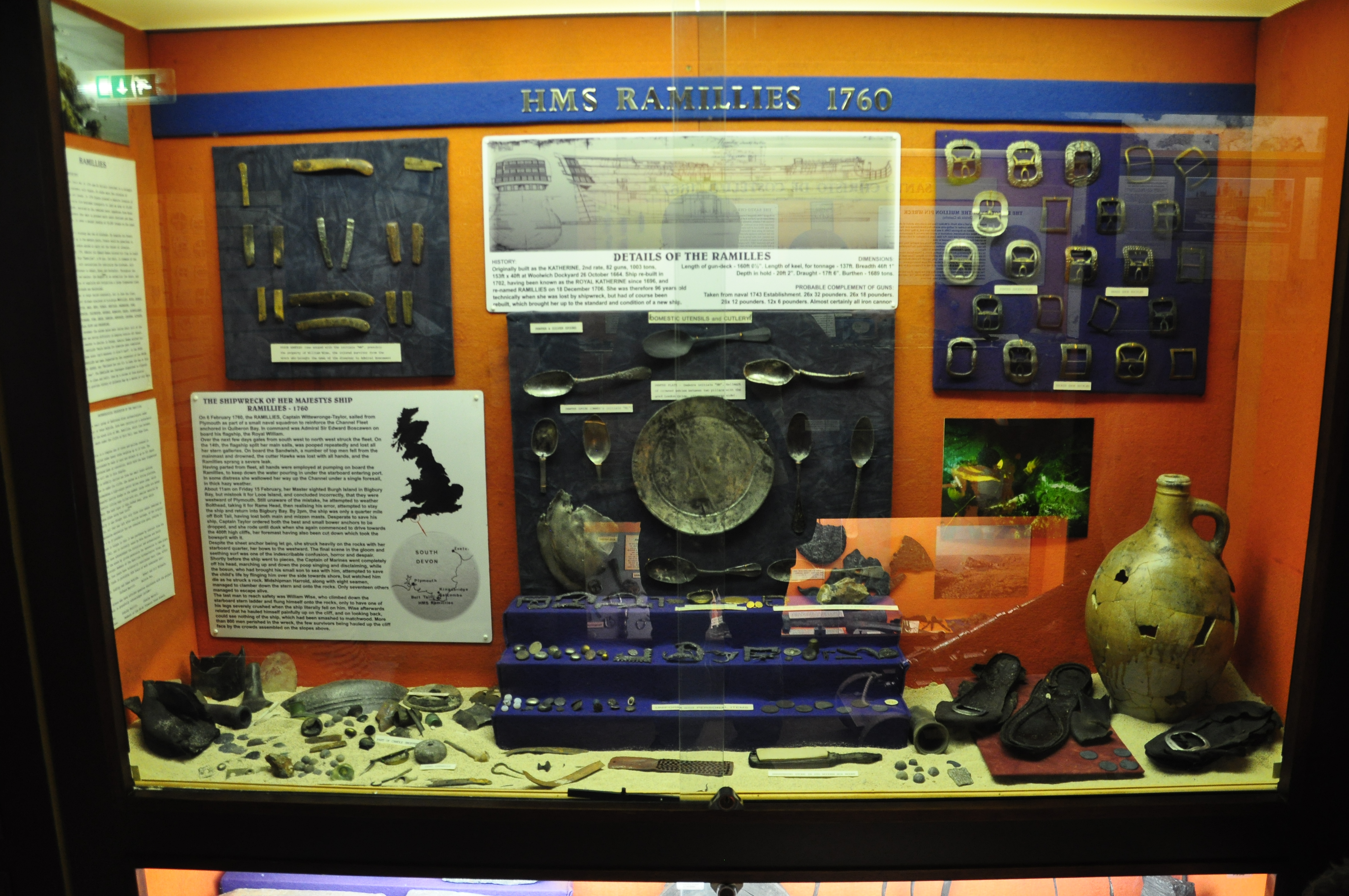
Une des vitrine du musée

Le Charlestown Shipwreck & Heritage Centre est un musée naval historique basé dans le petit port de Charlestown en Cornouailles (Sud Ouest de l'Angleterre).

## Musée
Il abrite notamment une collection de photos d'épaves et de navires dont le célèbre RMS Titanic.
À l'extérieur du musée, se trouve :
- Navire de secours RNLB Amelia basé à Scarborough avant sa retraite. Cette classe Oakley 37 pieds a sauvé 31 personnes.
- Habit de plongée lourd allemand datant des années 1920/30, utilisé notamment dans la recherche du sous-marin submergé HMS.M-1. Il pouvait atteindre la profondeur de 122 m, mais les articulations devenait rigide à grande  profondeur de sorte que tout mouvement réel des bras et des jambes devenait impossible.

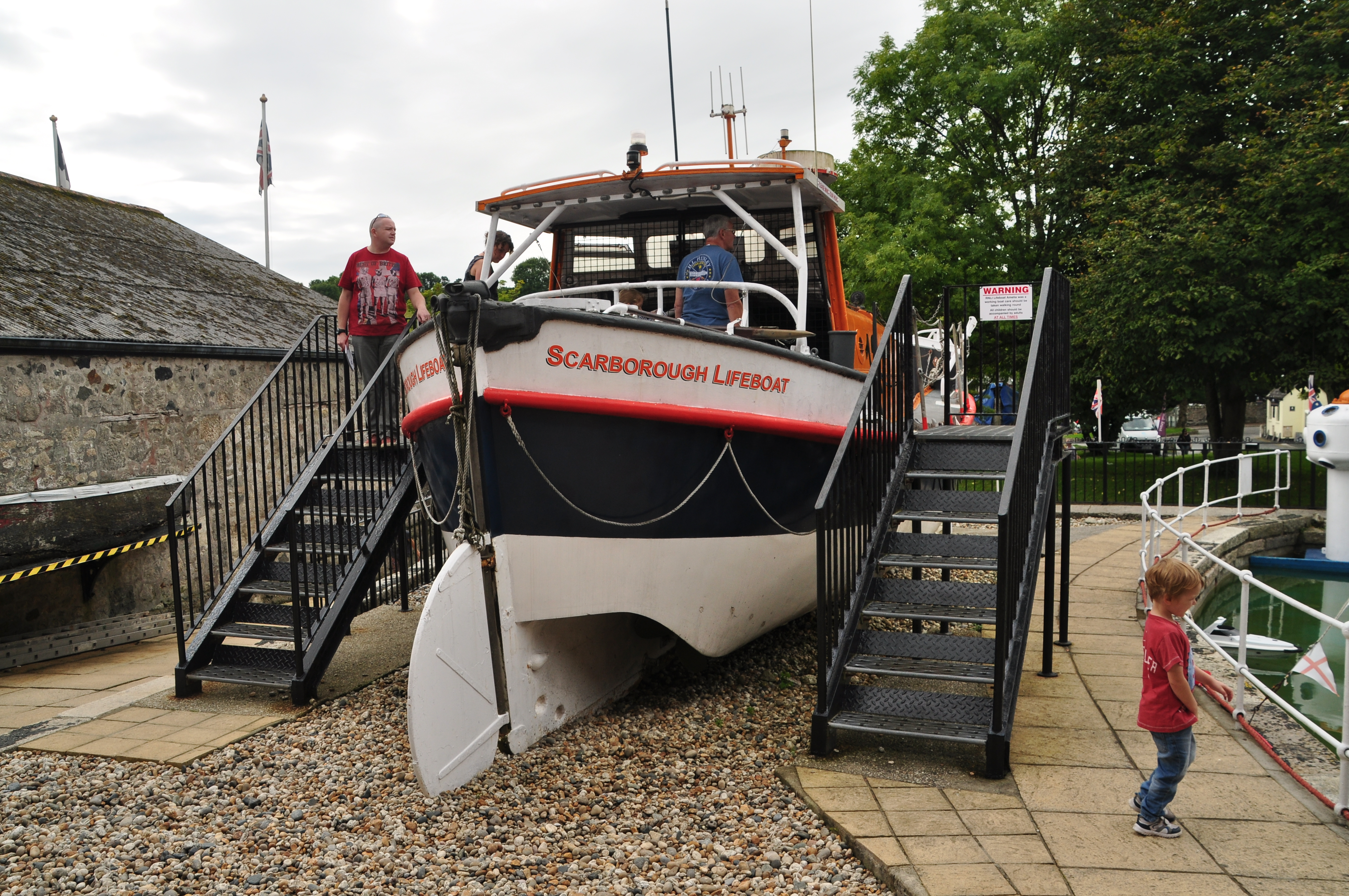
RNLB Amélia

## Navires visible dans le vieux port
Dans le petit port sont amarrés quelques grands voiliers qui constituent une attraction parallèle :
- L’Earl of Pembroke : Un trois mâts barque de 1948 de 44 m de long.
- Le Kaskelot : Un trois mâts barque de 1948 de 47 m de long amarré à Charlestown[3],[4] (bien que son port d'attache soit Bristol)[4].
- Le Phoenix : Un brick-goélette de 33 m de 1929[5].

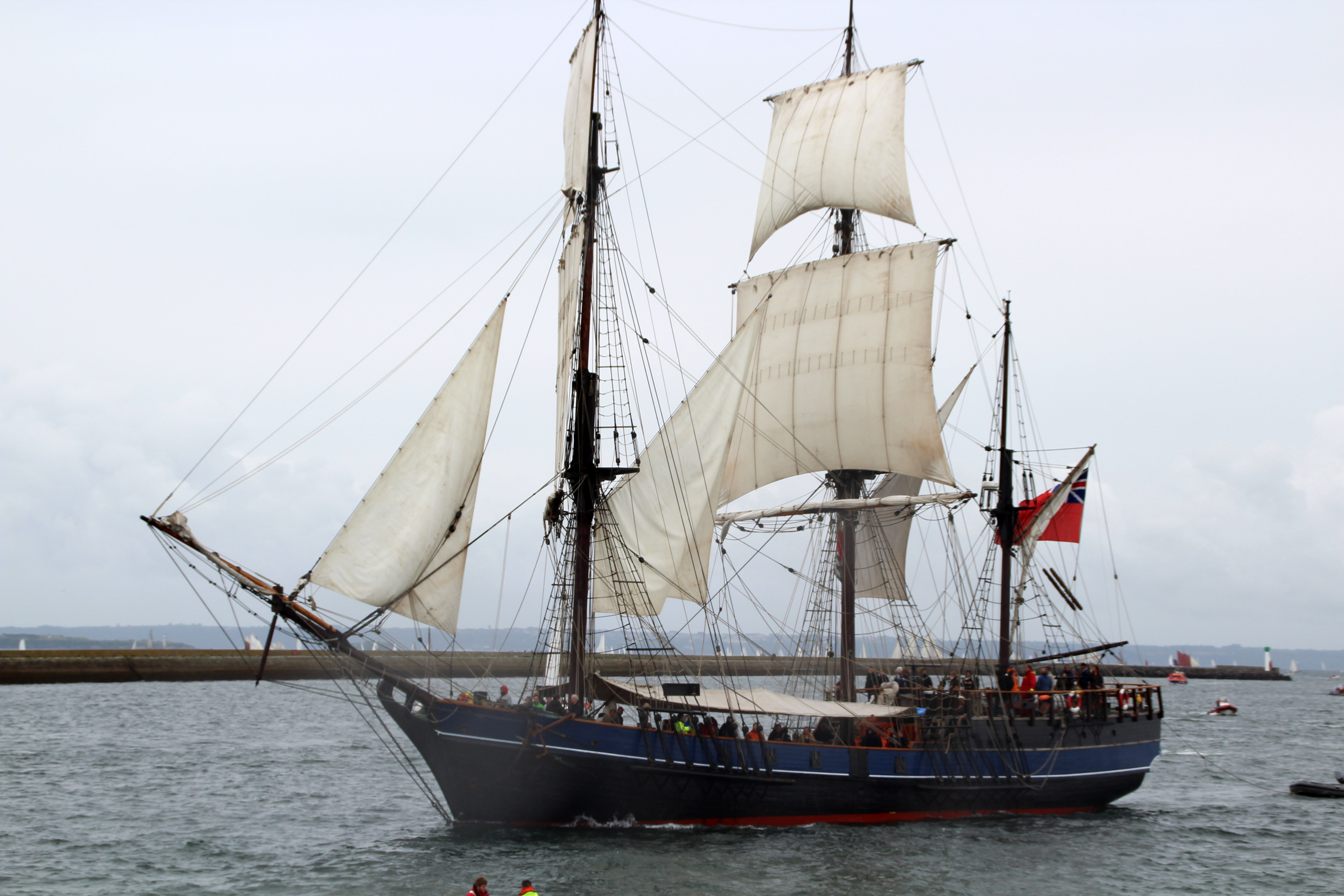
L'Earl of Pembroke à Brest en 2012.
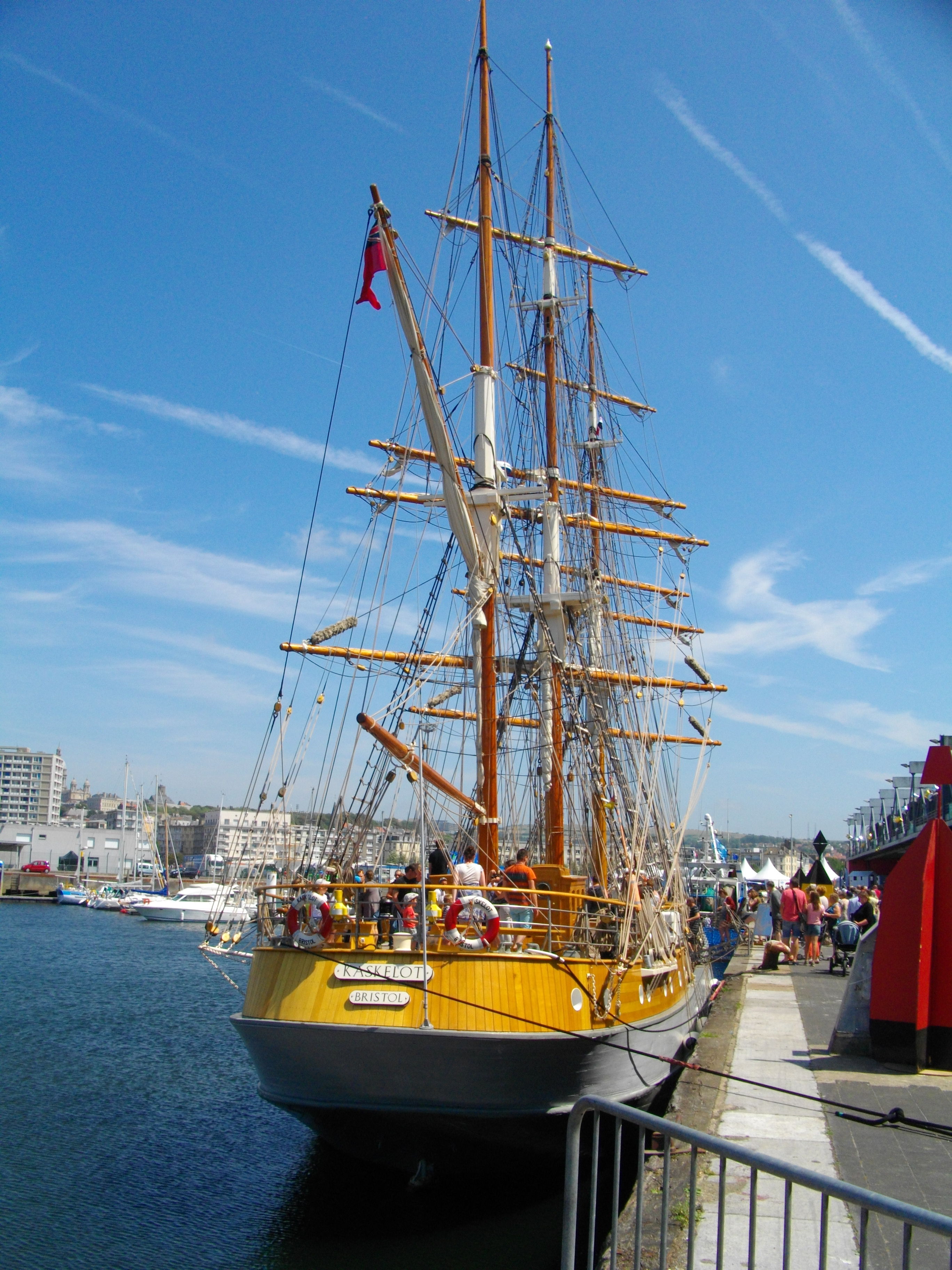
Le Kaskelot à Boulogne en 2015.
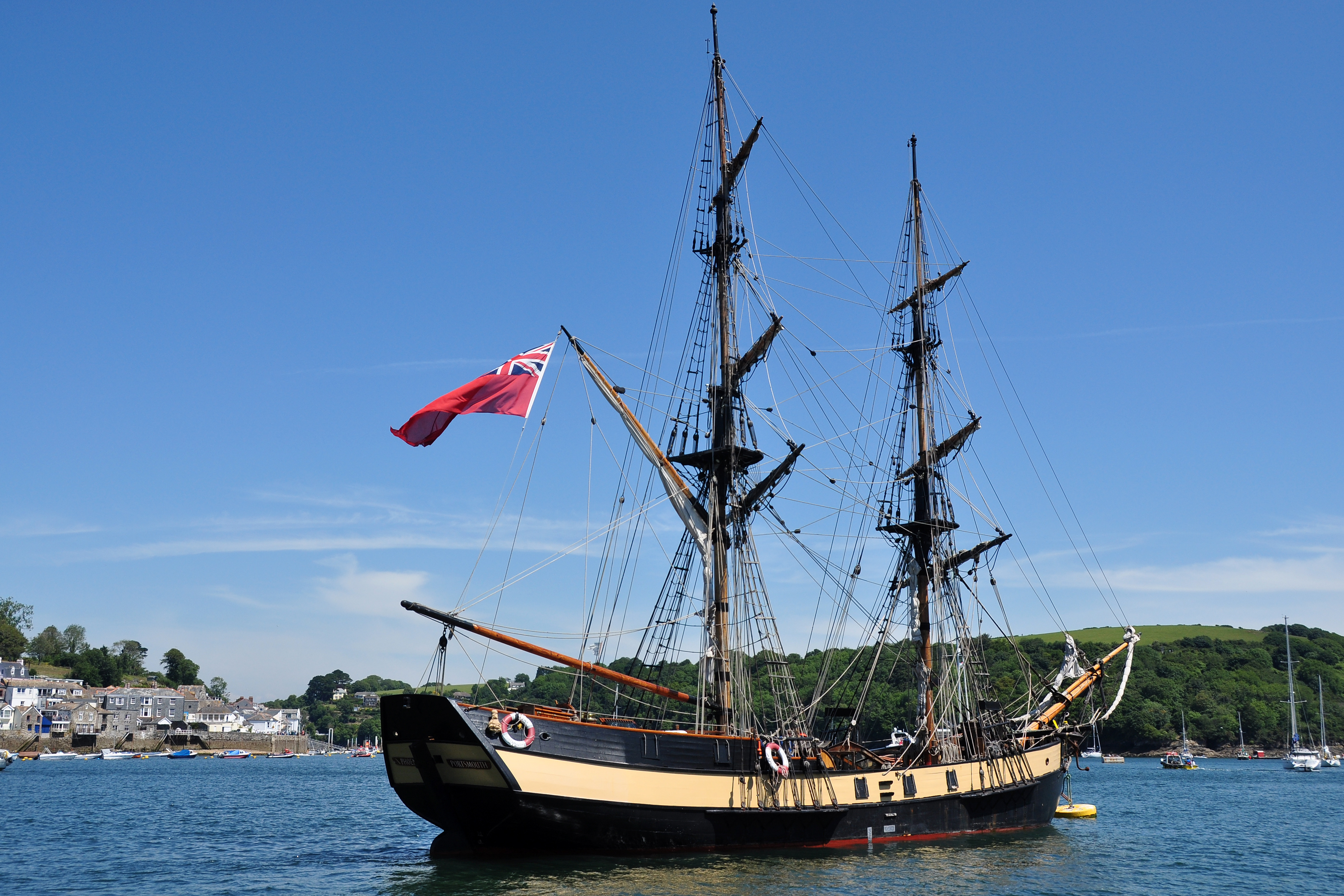
Le Phoenix.